# Studi classici

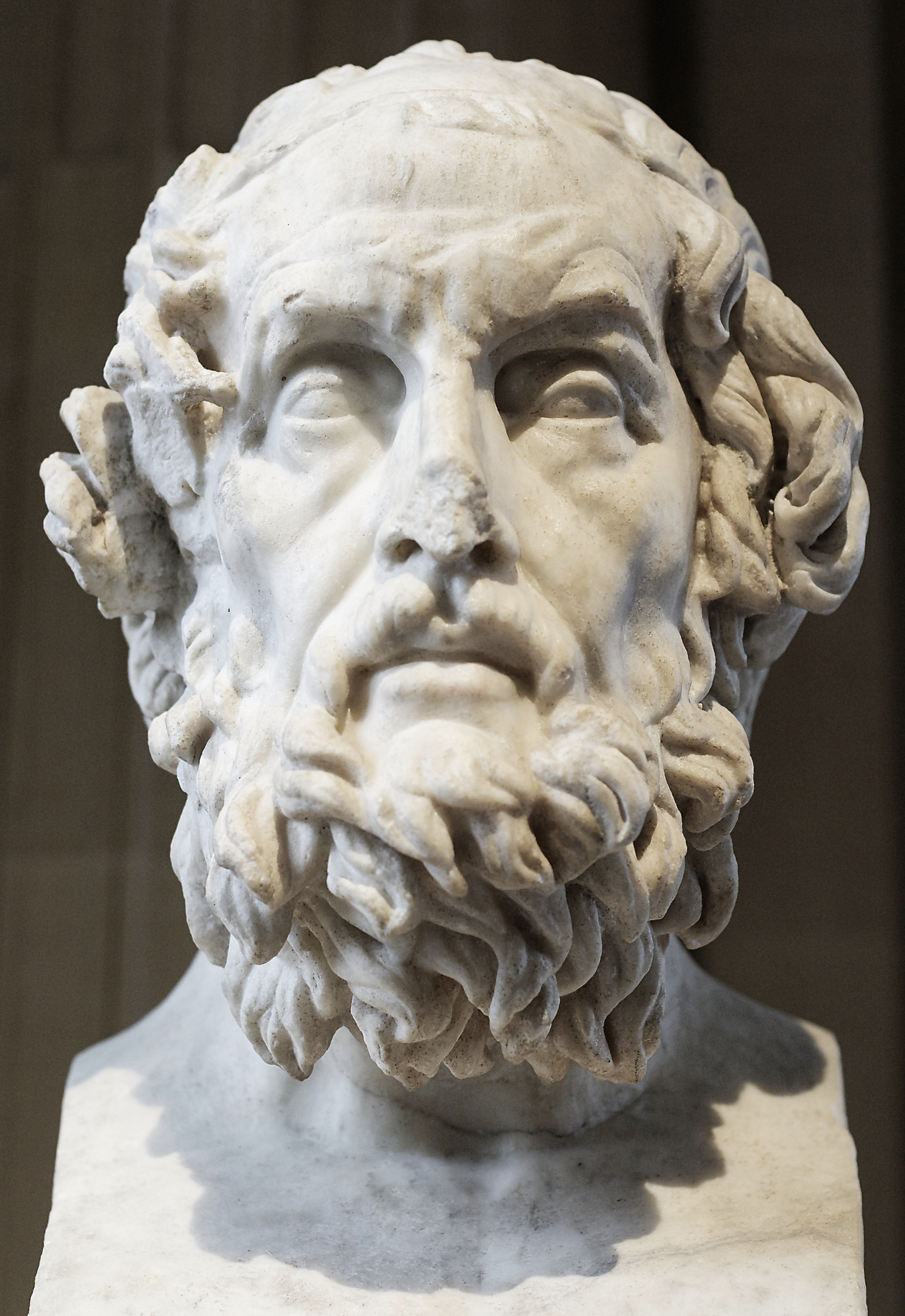
Busto di Omero.

Gli studi classici riguardano lo studio della cultura dell'antichità classica. Essi coprono la storia dell'antico mondo mediterraneo, in modo particolare la Grecia antica e la civiltà romana. Questo campo interseca lo studio delle lingue antiche, la letteratura, la filosofia, la storia, la filologia, l'archeologia, l'arte. Tradizionalmente, in Occidente, lo studio dei classici greci e latini è stato considerato una delle pietre angolari delle discipline umanistiche e parte necessaria di una formazione completa.
La letteratura dell'antica Grecia e di Roma è stata studiata ininterrottamente da quando è stata composta, anche se solo nel XVI secolo ha cominciato ad essere indicata come "studi classici" in senso moderno. Nel XIX secolo, la disciplina dei classici si ampliò con altri aspetti dello studio del mondo classico, come la storia e l'archeologia, che vennero inclusi all'interno di essa. Dal XX secolo, tuttavia, il dominio tradizionale dei classici, come parte della formazione d'élite in Occidente, è stato eroso.

## Etimologia
La parola Classico deriva dal latino classicus, ossia "appartenente alla classe sociale più alta". La parola fu originariamente utilizzata per i membri delle classi più alte di Roma, ma, nel II secolo d.C., essa passò ad indicare, nella critica letteraria, gli scrittori più elevati. Per esempio, Aulo Gellio, nelle sue Noctes Atticae, contrappone "classicus" e "proletarius" parlando di scrittori, mentre, intorno al VI secolo, la parola indicava, invece, gli studenti. Dunque i due significati moderni della parola, che si riferiscono sia alla letteratura considerata di alta qualità che ai testi standard usati come parte del curriculum, derivano entrambi dall'uso latino.

## Storia

### Medioevo

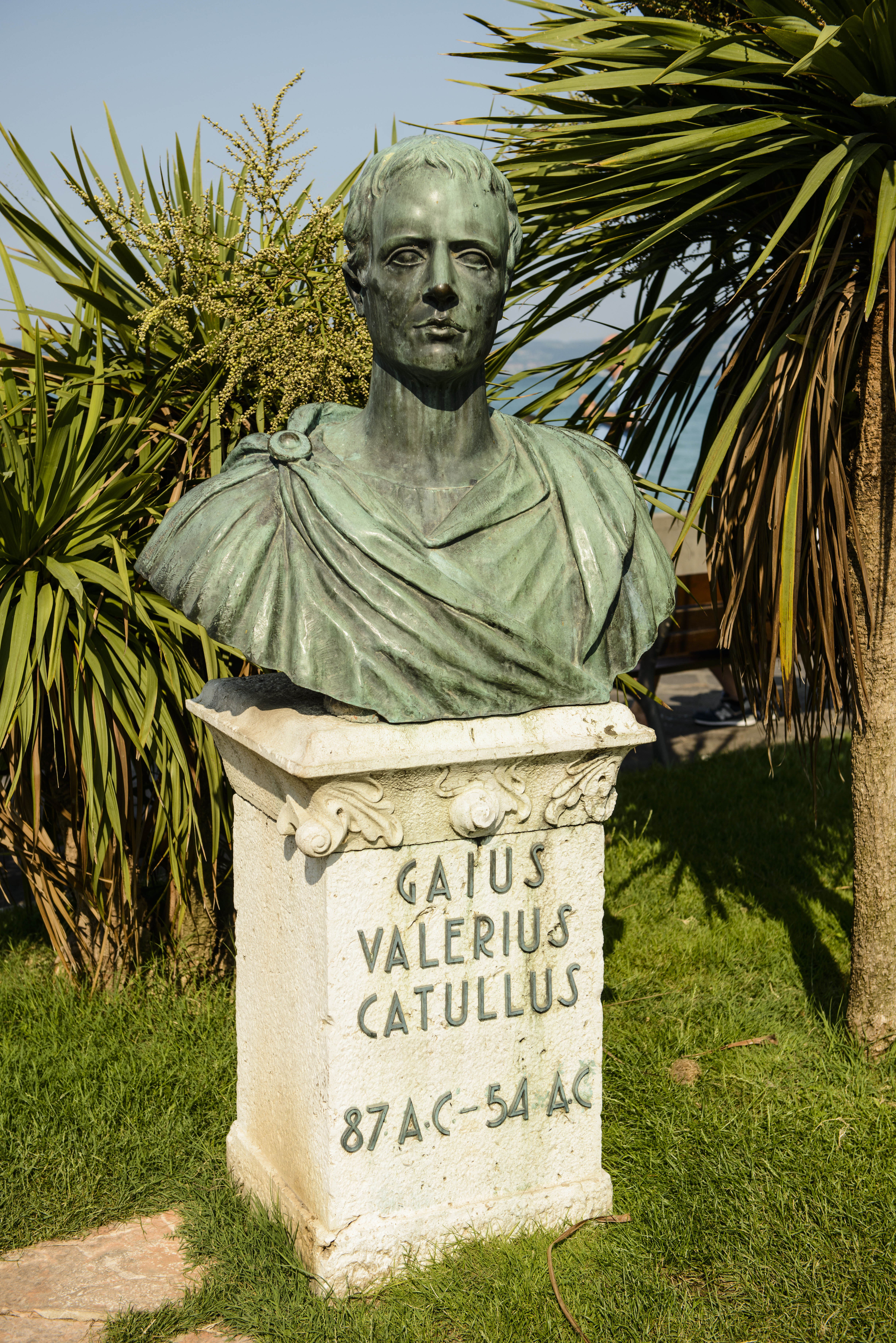
Il poeta romano Catullo.

Nel Medioevo, classici ed educazione erano strettamente connessi, secondo un legame tipico dell'epoca. L'educazione medievale portava gli studenti ad imitare i modelli latini, in quanto il latino continuava ad essere la lingua della cultura e degli studi, nonostante la costante separazione linguistica tra il latino letterario e le lingue locali.
Mentre il latino rimaneva ampiamente influente, comunque, il greco era poco studiato e la letteratura greca era conosciuta quasi solo tramite traduzioni latineː anzi, le opere dei più grandi autori ellenici, pur se conosciute di nome, erano di fatto irreperibili in epoca medievale. Oltretutto, c'erano altre differenze tra il canone classico come lo conosciamo oggi e le opere più studiate in età medievaleː Catullo, ad esempio, era praticamente sconosciuto. La popolarità di altri autori, poi, era differente lungo i secoli: Lucrezio, assai noto in età carolingia, venne in seguito appena conosciuto, mentre per Quintiliano valse il contrario.
Gli studi classici furono uno strumento per meglio comprendere la Sacra Scrittura fino al Rinascimento, quando divennero una disciplina autonoma.

### Età moderna
Il Rinascimento portò ad un accrescimento degli studi della letteratura e storia antiche, così come ad un vero e proprio revival dei modelli latini. Dal XIV secolo, prima in Italia e poi in tutta Europa, si sviluppò l'Umanesimo, un movimento culturale che si fondava sullo studio e sull'imitazione dei classiciː ciò comportò una vera e propria rivoluzione in Europa, che introdusse uno spettro più ampio di autori latini, oltre alla reintroduzione dello studio del greco in Europa occidentale, peraltro iniziata già da Francesco Petrarca e Giovanni Boccaccio, che aveva commissionato al monaco calabrese Leonzio Pilato una traduzione dei poemi omerici. Tale riforma educativa si diffuse dall'Europa nei Paesi cattolici, in quanto adottata dai Gesuiti e nei Paesi protestanti, quali Inghilterra, Germania e Paesi Bassi, dove si poggiava sul fondamento secondo il quale i fedeli dovessero studiare il Nuovo Testamento in originale.
Tra tardo XVII e XVIII secolo, nella cultura letteraria occidentale la tradizione classica divenne preponderante, sia a livello di stile che di contenuti: i modelli classici erano talmente in auge che, ad esempio, i drammi di William Shakespeare vennero riscritti secondo i canoni del dramma antico e tali versioni "implementate" sarebbero state, di fatto, rappresentate lungo tutto il secolo.
Comunque, a partire dall'inizio dell'Ottocento lo studio del greco divenne preponderante rispetto a quello del latino, anche per l'influsso di studiosi quali Johann Winckelmann e la sua teoria della superiorità ellenica sull'arte e l'estetica latine, mentre, in campo letterario, G.E. Lessing rimise Omero al centro degli studi artistico-letterari. In Italia, la composizione di testi in greco e tradotti da questa lingua fu notevoleː dall'Inno a Nettuno di Giacomo Leopardi agli studi di Foscolo su Callimaco, dalla traduzione iliadica di Vincenzo Monti a quella dell'Odissea effettuata da Ippolito Pindemonte.
L'Ottocento vide un progressivo declino della tradizione e degli studi classici, specialmente nei paesi anglosassoni, dove tale tipo di studi venne fortemente criticato per il suo elitarismo. La composizione di testi in latino – una pratica ampiamente sviluppata nel secolo precedente – diminuì notevolmente, così come l'insegnamento delle lingue classiche. 
Sebbene l'influsso del modello di istruzione classica in Europa e Nord America stesse declinando nel XIX secolo, la disciplina si evolse notevolmenteː la filologia classica diventava sempre più sistematica e scientifica, specie con l'inizio del secolo e allargò i suoi orizzonti, spaziando dalla pura erudizione storica all'archeologia, che non venne più vista come una disciplina separata.

### Età contemporanea
Durante il Novecento, lo studio dei classici divenne sempre meno comune, come, ad esempio, in Inghilterra, a Oxford e Cambridge, che smisero, nel 1920, di chiedere certificazioni di conoscenza del greco e del latino, mentre, negli stessi anni, lo studio dell'antichità classica raggiungeva vette notevoli anche in Italia, con filologi come Girolamo Vitelli e Giorgio Pasquali e, in Germania, con la scuola di Wilamowitz.

## Alcune discipline ausiliarie
Una delle caratteristiche più notevoli dell'attuale studio del mondo classico è la vasta gamma di campi d'analisi. Sebbene ancora focalizzati sulla Grecia e su Roma, infatti, gli studi classici ora toccano l'intero mondo mediterraneo, espandendosi all'Africa del nord e a parti del Medio Oriente.

### Filologia

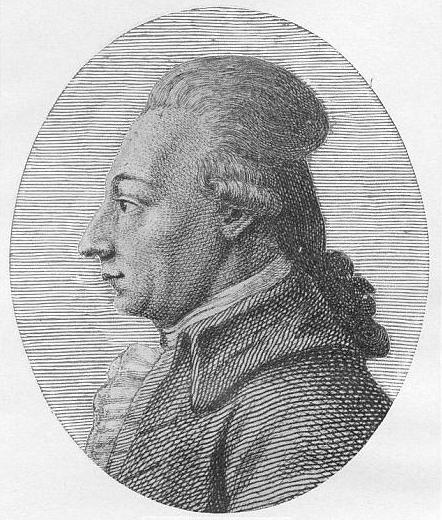
Il classicista Friedrich August Wolf fu autore dei Prolegomena ad Omero, una delle prime grandi opere della filologia classica.

La filologia è lo studio della lingua nelle fonti antiche, sicché la filologia classica riguarda le fonti scritte del periodo classico, sia greche che latine. Le sue radici affondano nell'Umanesimo, quando gli studiosi dell'epoca cercarono di ricostruire il latino dei modelli aurei, specie quello di Cicerone e di offrire edizioni sempre più accurate dei testi antichi. In quest'epoca nacquero alcuni dei capisaldi filologici ancora in voga, come, ad esempio, l'osservazione per cui se un manoscritto risultava copia di uno precedente e conservato, esso non dà ulteriori apporti alla ricostruzione del testo (criterio, questo, utilizzato almeno dal 1489 da Angelo Poliziano), o ancora, il principio secondo il quale una lectio difficilior andava preferita ad una facilior, come affermato nel 1697 da Jean Le Clerc.
La filologia classica come intesa oggi nacque in Germania a cavallo tra Sette e Ottocento, quando i diversi principii filologici dei due secoli precedenti furono sistematizzati per dare agli studiosi un insieme coerente di regole volte a determinare quali fossero i manoscritti più accuratiː questa "nuova filologia", come fu definita, si incentrava sulla costituzione di una genealogia di manoscritti fondata su un ipotetico archetipo, più vicino possibile al testo originale rispetto ad altri manoscritti pervenuti e che poteva essere ricostruito.

### Archeologia

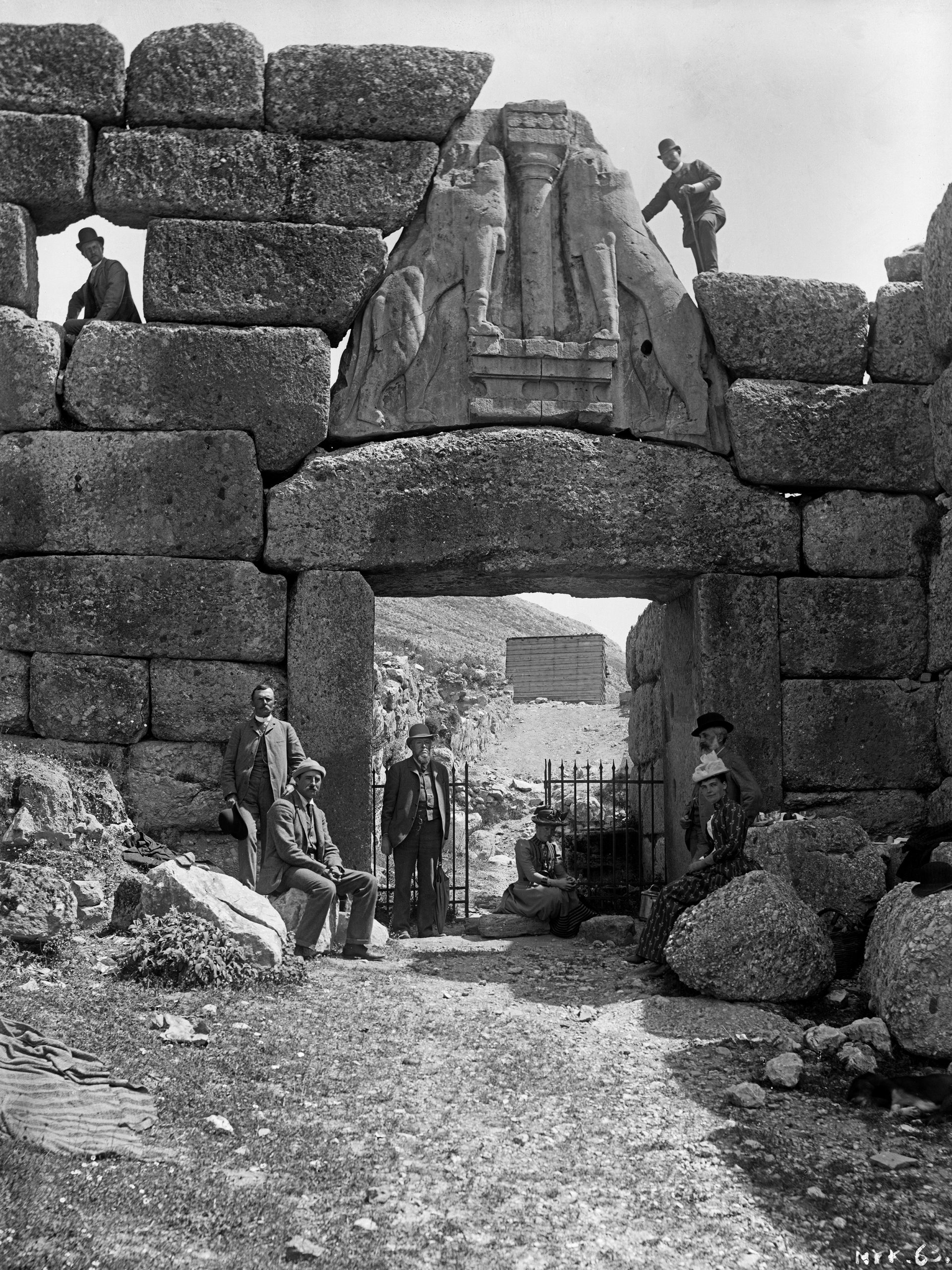
Gli scavi di Schliemann e Dörpfeld a Micene furono tra i primi esempi di campagne archeologiche moderne.

L'archeologia classica è la branca più antica dell'archeologia, con radici che rimontano al lavoro di Winckelmann su Ercolano negli anni Sessanta del Settecento. Tuttavia, l'archeologia classica non divenne parte degli studi classici fino agli ultimi decenni del XIX secolo, quando fu inclusa, ad esempio, come parte del curriculum studiorum di Cambridge (dopo gli anni Ottanta) e, ma solo molto più tardi, a Oxford.
In effetti, in questo periodo si situano le campagne di Schliemann a Troia e Micene, i primi scavi ad Olimpia e Delo e il lavoro di Arthur Evans a Creta, in particolar modo a Cnosso. In questo periodo furono, altresì, fondate importanti associazioni di tipo archeologico e molti Enti ad Atene e Roma, come, ad esempio, la British School nel 1900 nella capitale italiana e, un quarto di secolo prima, la stessa ad Atene (1886).
Più recentemente, l'archeologia classica ha avuto un ruolo marginale nei cambiamenti teorici dell'intera disciplina, ignorando, di fatto, la popolarità della "nuova archeologia" negli anni Sessanta del Novecentoː in realtà, tale nuovo indirizzo è fortemente contestato da gran parte degli archeologi classici, nonostante l'ampia diffusione delle sue tecniche base.